# الدوري السويدي لهوكي الجليد
الدوري السويدي لهوكي الجليد هو دوري هوكي الجليد في السويد،تأسس الدوري في 1975  ويتكون من 14 فريق.